# زمین‌لرزه‌های اندونزی
زمین‌لرزه‌های اندونزی ممکن است به یکی از موارد زیر اشاره داشته باشد:
- زمین‌لرزه ۱۹ اوت ۱۹۷۷ اندونزی
- زمین‌لرزه ۲۰۱۱ اندونزی